# Арутюнян, Артур Иванович
Артур Иванович Арутюнян (арм. Արթուր Իվանի Հարությունյան; 20 января 1979, Степанакерт, Нагорно-Карабахская АО) — государственный деятель непризнанной Нагорно-Карабахской Республики (НКР). Государственный министр НКР (2023). Депутат Национального собрания НКР (2020—2023). Министр финансов НКР (2018—2020).

## Биография
Родился 20 января 1979 году в Степанакерте Нагорно-Карабахской автономной области Азербайджанской ССР. Двоюродный брат политика Араика Арутюняна. Учился в местной средней школе № 8 и физико-математической школе. Окончил экономический факультет Арцахского государственного университета (1999) и Университет Месроп Маштоц (2007).
Начал трудовую деятельность в 1999 году налоговом управлении НКР, где пребывал на различных должностях и в 2009 году дослужился до должности заместителя начальника налоговой службы при правительстве НКР.
В 2015 году был назначен заместителем министра финансов НКР, а 2017 году — первым заместителем министра финансов НКР. В 2018 году Арутюнян был утверждён в качестве министра финансов НКР.
По итогам парламентских выборов 2020 года был избран в Национальное собрание НКР по списку блока партий «Свободная Родина — ОГА». Являлся руководителем фракции «Свободная Родина — ОГА». Накануне боевых действий, начатых Азербайджаном в Нагорном Карабахе, 11 сентября 2023 года Арутюнян написал заявления о сложении с себя депутатских полномочий. Спустя неделю, 18 сентября, президент НКР Самвел Шахраманян назначил Арутюняна на должность государственного министра НКР. На встрече с азербайджанскими властями, состоявшейся в Евлахе 21 сентября, Арутюнян возглавлял делегацию карабахских армян.

## Личная жизнь
Женат, воспитывает троих детей.

## Награды и звания
- Памятная медаль премьер-министра НКР[2]